# Offselecta
Offselecta vel dj Offi, właściwie Jacek Kamil Topolski (ur. 3 września 1966 w Łodzi) – polski DJ, kompozytor, gitarzysta.
Zadebiutował w 1989 roku jako gitarzysta basowy zespołu Moskwa, gitarzysta basowy zespołu Trans.
Od lat 90. jako artysta solowy dj Offi vel Offselecta tworzy muzykę klubową w wielu gatunkach od elektroniki, techno po trip-hop, jazz i funk. W 2003 roku został jednym z 5 najlepszych didżei w Polsce w Międzynarodowym konkursie „Heineken”. Jest autorem audycji „Selected Sounds” w hiszpańskim radiu Breaknation FM
Od 2008 roku zrzeszony w Agencji didżei „Breaknation” w Sewilli.
Prowadził autorską audycję Selected Sounds w radiu Breaknation FM w Sewilli.
W 2003 roku znalazł się w piątce najlepszych DJ-ów polskich wybranych przez Paula Oakenfolda na Międzynarodowym konkursie DJ-ów Heineken 2003.

## Dyskografia
- Moskwa – Życie niezwykłe (1990)